# Hanergy
Hanergy es una multinacional china de capital privado especializada en energías renovables. Fue fundada en 1994 por Li Hejun en Pekín. Sus intereses pasan por la energía solar, el viento y la generación de energía hidráulica. Es la compañía de célula solar de película fina más grande del mundo. El presidente y CEO es Li Hejun, clasificado por la revista Forbes como el hombre más rico de China. Hanergy figura en el puesto 23º en la lista de 2014 entre las 50 Mejores Compañías de MIT Technology Review.

## Historia
Hanergy nació como una compañía de energía limpia. El producto principal de la compañía es la tecnología conocida como película solar delgada, que permite producir paneles finos y flexibles que se pueden pegar sobre la pared o distintos aparatos, o incluso sobre la ropa. Representan menos del 10% del mercado global, que está dominado por los paneles solares basados en silicio cristalino.

## Cronología reciente
- 2009 Hanergy introdujo el delgado-filmar industria solar.
- 2012 Hanergy adquirió basado en EE. UU. Miasolé para un informado $30 millones.[4]
- 2012 Hanergy adquirió basado en Alemania Q-las células subsidiarias Solibro.[5]
- 2013 Hanergy adquirió Energía Solar Global basada en EE. UU.[6]
- 2014 Hanergy adquirió Alta Dispositivos basada en EE. UU.[7]
- 2014 Hanergy estableció una filial en India.[8]
- 2015 En mayo de 2015, las acciones de la compañía estuvieron suspendidas después de caer más de un 47% en la sesión de Bolsa.[9][10]